# ウィズイン・テンプテーション
ウィズイン・テンプテーション（Within Temptation）は、オランダのシンフォニックメタル・バンド。
欧州を代表する、シンフォニック・ゴシックメタルの中心的存在として知られる。

## 来歴・背景

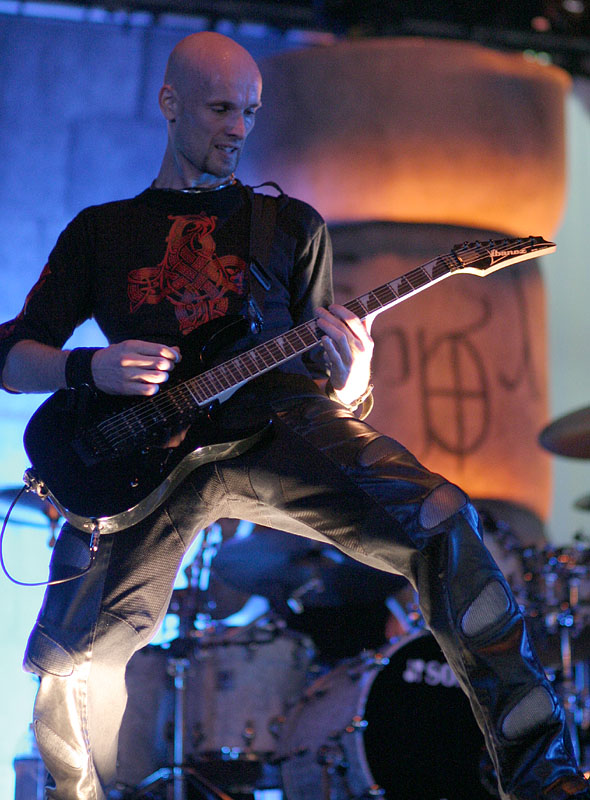
創設者ローベルト・ヴェスターホルト(G)

1996年夏、オランダのヘヴィメタル・バンド、ザ・サークル（後にヴォヤージュに改名）のギター&ボーカリスト、ローベルト・ヴェスターホルトと、同バンドにゲスト参加経験のある女性シンガー、シャロン・デン・アデルが中心になって結成された。メンバーは昔からの親友同士で、シャロンはヴェスターホルトのガールフレンドでもあった。
1997年、デモ・テープの段階から話題となり、母国オランダのDSFAレコードからデビュー・アルバム『エンター』をリリース。欧州ツアーを行い「ダイナモ・フェス」などのビッグイベントに出演するなど、人気と知名度を上げる。
1998年には、EP『The Dance』をリリースしたものの、その後メンバーは学業や就職の影響で活動が滞るようになる。シャロンはファッション会社に勤務し、ローベルトはインターネット会社に務めるなど兼業していた。しかしバンドの人気が加熱し、音楽活動に専念するためそれぞれ退職。翌年から、次回作の創作に没頭する。
2000年12月、セカンド・アルバム『Mother Earth』を発表。オランダのアルバムチャートで3ヶ月以上ランクインし、母国とドイツ、ベルギーでプラチナム・ディスクを獲得するなど、前作を上回る評価を受ける。
2004年11月、ドイツのGUN レコード傘下のスーパーソニック・レコードからサード・アルバム『ザ・サイレント・フォース』をリリースする。シングルカットされた「Stand My Ground」のヒットとともに前作以上にブレイクし、アルバムはオランダでチャート1位を獲得。再びプラチナム・ディスクを獲得するとともに、7か国でゴールドディスク認定されるなど欧州の権威ある音楽賞各賞を受賞し、これを機に英国、豪州、日本でもリリースされるようになる。これらが評価され、母国で「DUTCH MUSIC AWARD」（オランダの音楽輸出に多大なる功績を残したことを讃える賞）を受賞する。その後、ロードランナー・レコードに移籍し、2007年にアルバム『ザ・ハート・オヴ・エヴリシング』をリリース。
2011年、バンド初のコンセプトアルバム『ジ・アンフォーギヴィング』をリリース。スティーヴン・オコーネル原作、ロマノ・モレナーが作画を担当した同タイトルのアメリカン・コミックスとタイアップした。その後、BMGに移籍。
2014年、元ナイトウィッシュのターヤ・トゥルネンや、元キルスウィッチ・エンゲイジのハワード・ジョーンズなどがゲスト参加した意欲作『ハイドラ』をリリース。ギター3人編成で初のアルバムとなった。
2019年、4年半ぶりのアルバム『レジスト』をリリース。
2024年12月、マルテン・スピーレンブルフ（キーボード）が脱退を発表。

## メンバー
※2024年12月時点 

### 現ラインナップ
- シャロン・デン・アデル (Sharon den Adel) - ボーカル (1996年- ) 夫はヴェスターホルト
- ローベルト・ヴェスターホルト (Robert Westerholt) - ギター（1996年- ※2011年以降は製作とスタジオ録音に専念） 妻はシャロン
- ルード・ヨリー (Ruud Jolie) - ギター (2001年- )
- ステファン・ヘレブラット (Stefan Helleblad) - リズムギター (2011年- )
- イェローン・ファン・フェーン (Jeroen van Veen) - ベース (1996年- )
- マイク・コーレン (Mike Coolen) - ドラムス (2011年- )

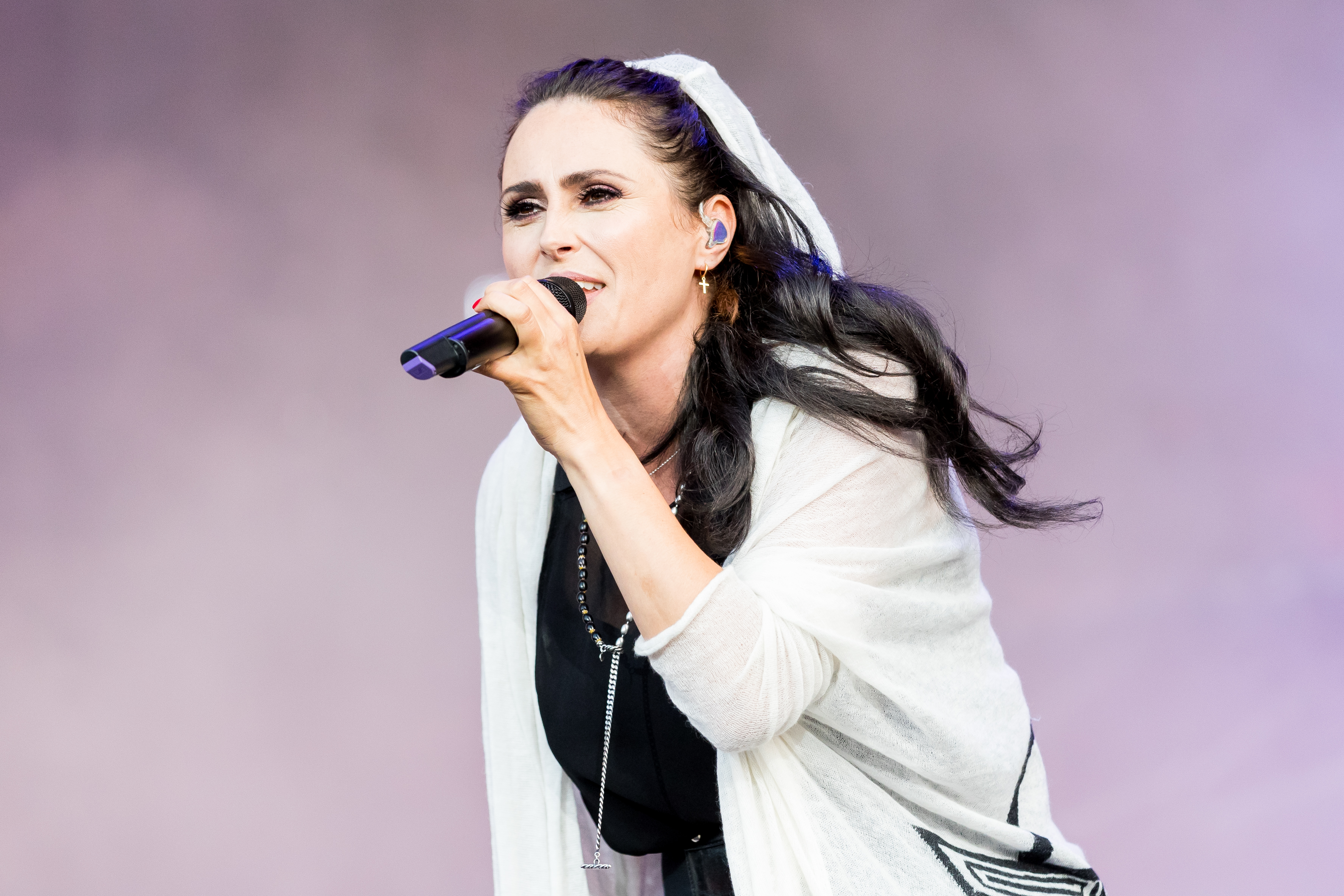
シャロン・デン・アデル(Vo) 2019年
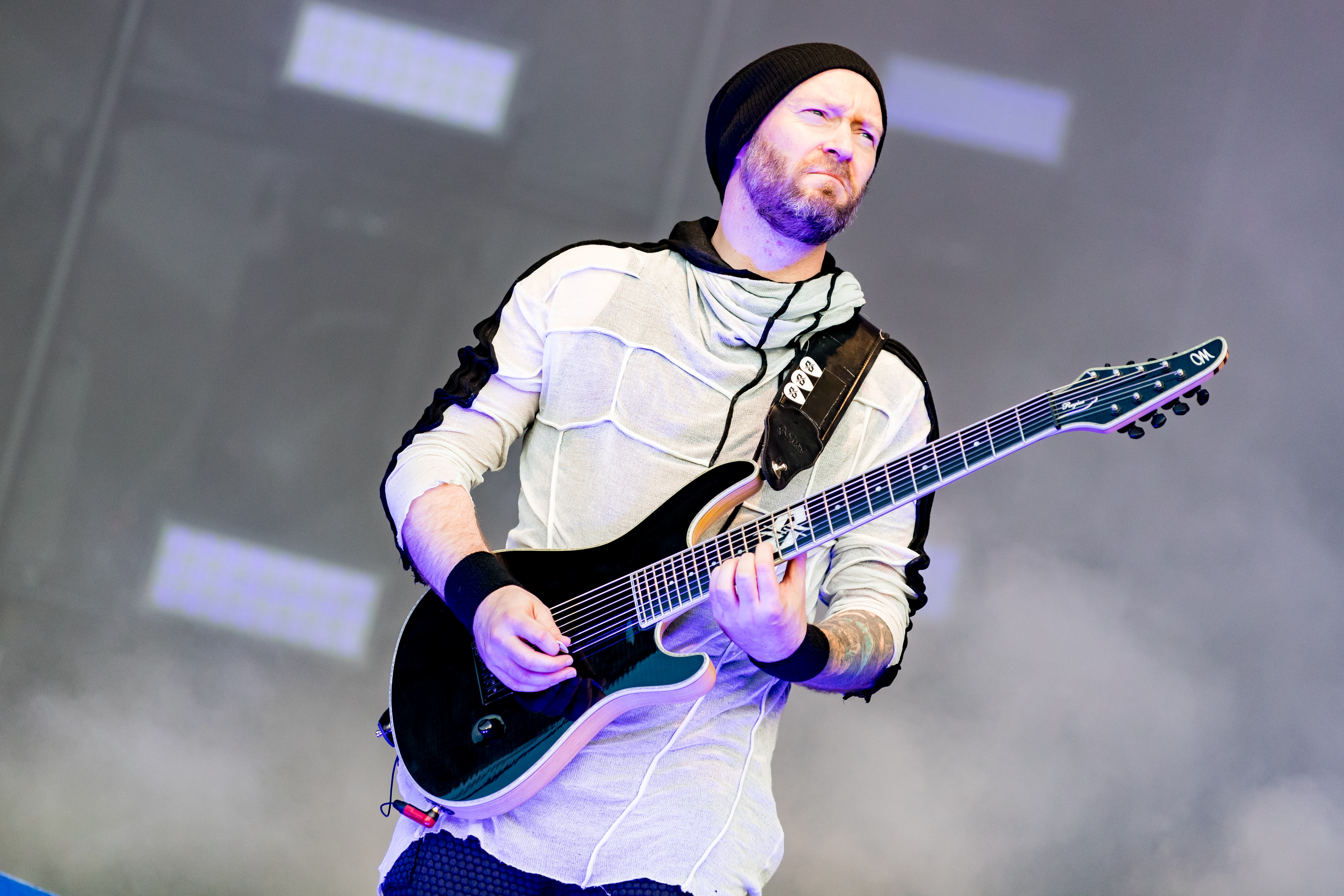
ルード・ヨリー(G) 2019年
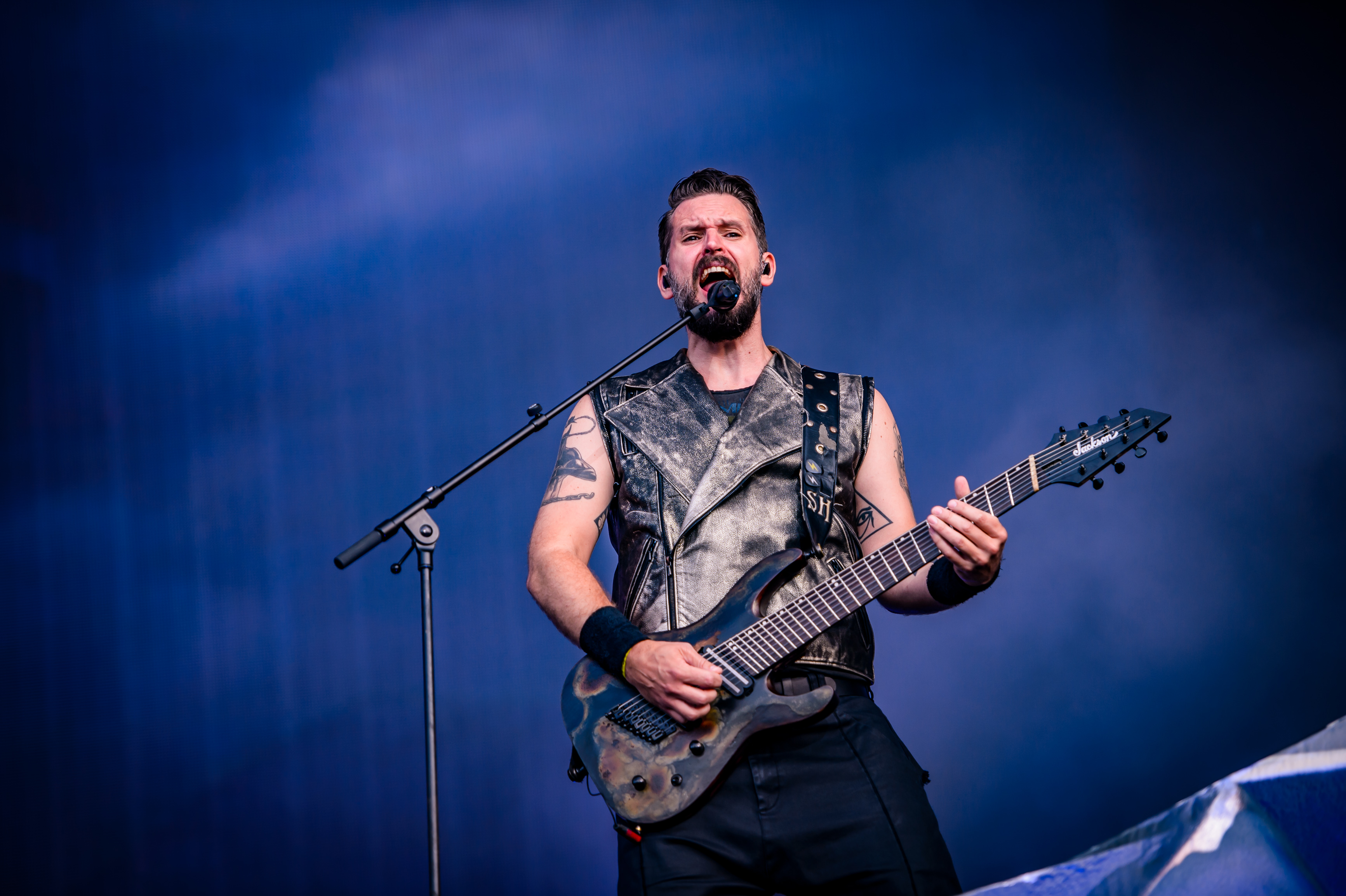
ステファン・ヘレブラット(G) 2019年
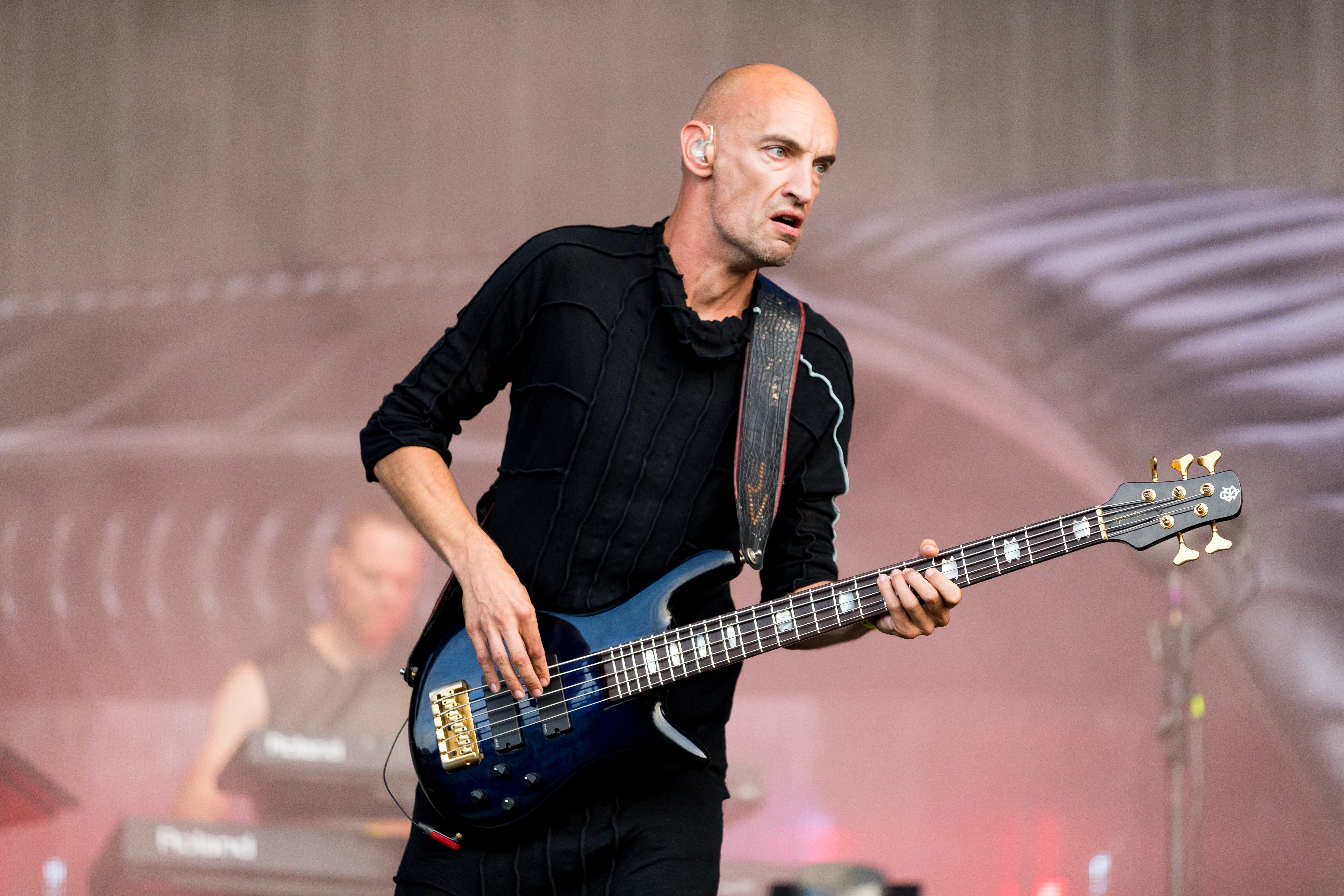
イェローン・ファン・フェーン(B) 2019年
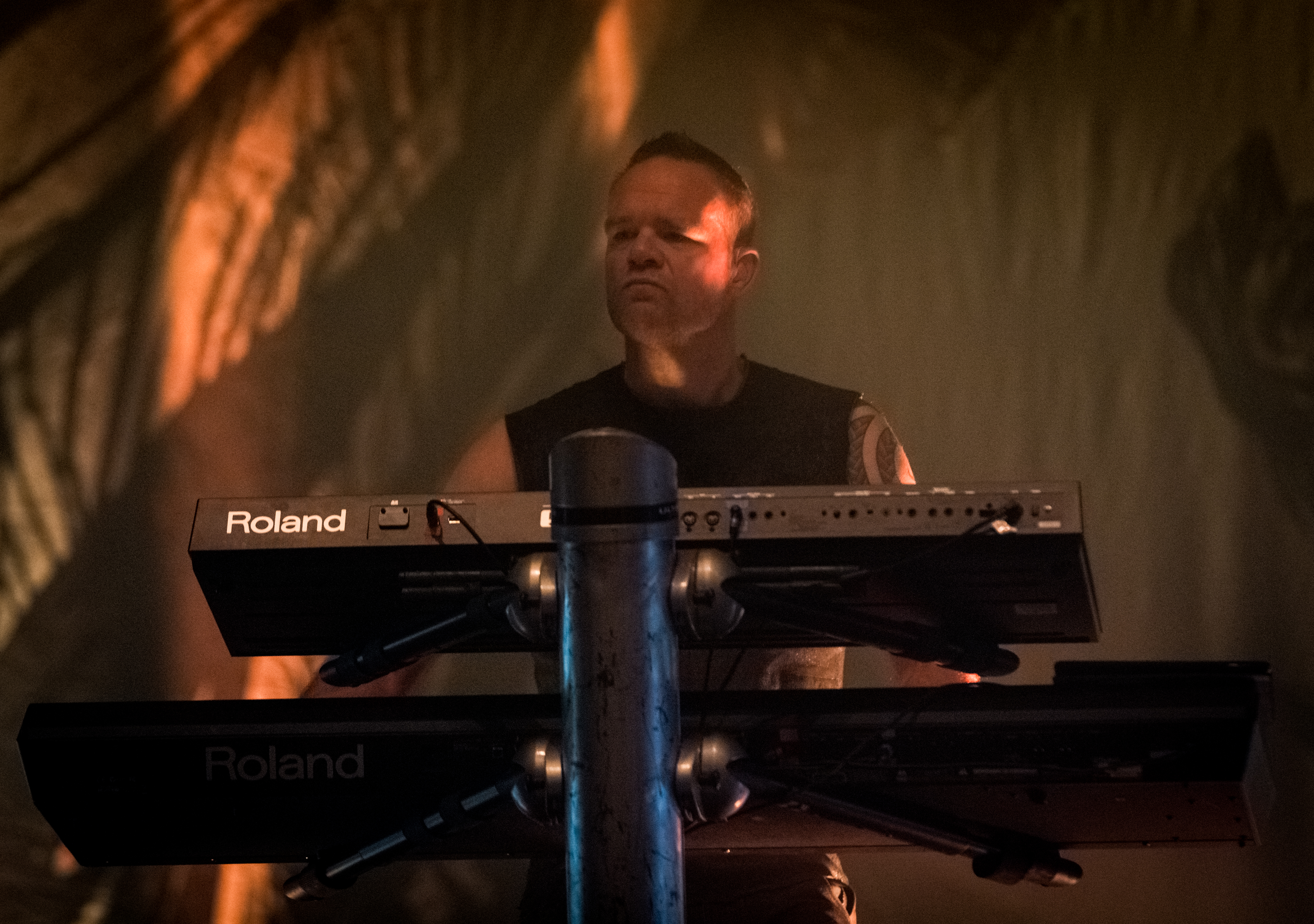
マルテン・スピーレンブルフ(Key) 2015年
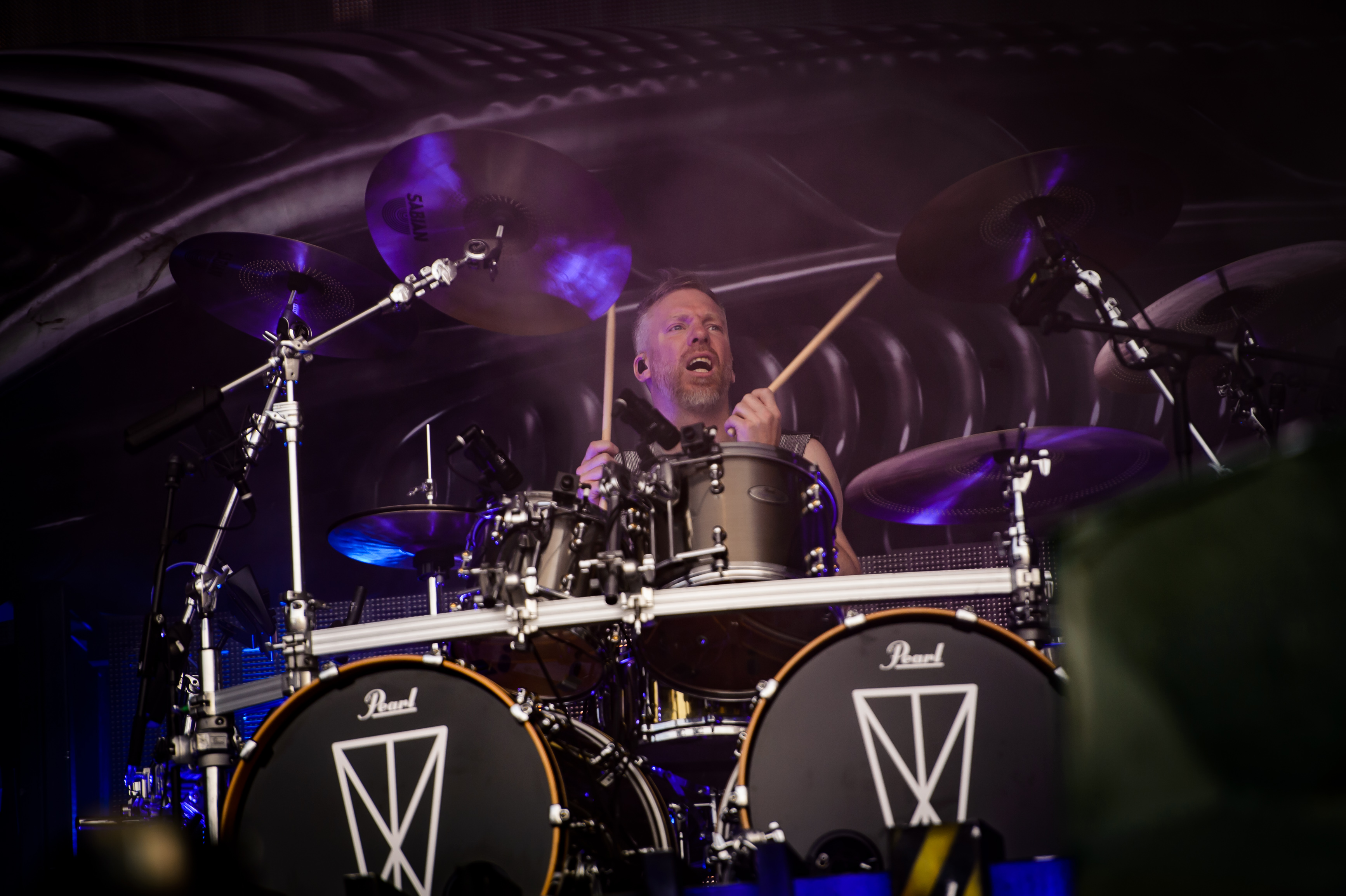
マイク・コーレン(Ds) 2019年

### 旧メンバー
- イヴァル・デ・グラーフ (Ivar de Graaf) - ドラムス (1996年-1998年, 1999年-2001年)
- マルテン・ヴェスターホルト (Martijn Westerholt) - キーボード (1996年-2001年)
- ミヒール・パッペンホーフェ (Michiel Papenhove) - ギター (1996年-2001年)
- イェレ・バッカー (Jelle Bakker) - ギター (2001年)
- シロ・パルマ (Ciro Palma) - ドラムス (1998年-1999年)
- マリウス・ファン・ピレーン (Marius van Pyreen) - ドラムス (1998年)
- デニーズ・レーフラン (Dennis Leeflang) - ドラムス (1996年)
- リシャール・ヴィレムス (Richard Willemse) - ドラムス (1996年)
- ステフェン・ファン・ハストレット (Stephen van Haestregt) - ドラムス (1999年-2010年)
- マルテン・スピーレンブルフ (Martijn Spierenburg) - キーボード (2001年-2024年[6])

## ディスコグラフィ

### スタジオ・アルバム
- 『エンター』 - Enter (1997年)
- Mother Earth (2000年)
- 『ザ・サイレント・フォース』 - The Silent Force (2004年)
- 『ザ・ハート・オヴ・エヴリシング』 - The Heart Of Everything (2007年)
- 『ジ・アンフォーギヴィング』 - The Unforgiving (2011年)
- 『ハイドラ』 - Hydra (2014年)
- 『レジスト』 - Resist（2019年）
- Bleed Out（2023年）[7]

### ライブ・アルバム
- 『ブラック・シンフォニー』 - Black Symphony (2008年)
- 『アン・アコースティック・ナイト・アット・ザ・シアター』 - An Acoustic Night at the Theatre (2009年)
- 『レット・アス・バーン〜エレメンツ&ハイドラ・ライヴ・イン・コンサート』 - Let Us Burn – Elements & Hydra Live in Concert (2014年)

### コンピレーション・アルバム
- The Q-Music Sessions (2013年) ※カバー曲集

### EP
- The Dance (1998年)
- The Howling (2007年)

### シングル
- "Restless" (1997年)
- "Our Farewell" (2000年)
- "Ice Queen" (2001年)
- "Mother Earth" (2003年)
- "Running Up That Hill" (2003年)
- "Stand My Ground" (2004年)
- "Memories" (2005年)
- "Angels (2005年)
- "What Have You Done"（feat. キース・カプト） (2007年)
- "Frozen" (2007年)
- "The Howling" (2007年)
- "All I Need" (2007年)
- "Forgiven" (2008年)
- "Utopia"（featuring Chris Jones） (2009年)
- "Faster" (2011年)
- "Sinéad" (2011年)
- "Shot in the Dark" (2011年)
- "Paradise (What About Us?)" (featuring Tarja Turunen) (2013年)
- "Dangerous" (featuring Howard Jones) (2013年)
- "Whole World Is Watching" (featuring Dave Pirner of Soul Asylum) (2014年)
- "And We Run" (featuring Xzibit)  (2014年)
- "The Reckoning" (featuring Jacoby Shaddix of Papa Roach) (2018年)
- "Raise Your Banner" (featuring Anders Fridén of In Flames) (2018年)
- "Firelight" (featuring Jasper Steverlinck of Arid) (2018年)
- "In Vain" (2019年)
- "Entertain You" (2020年)
- "The Purge" (2020年)
- "Shed My Skin" (2021年)
- "Don't Pray for Me" (2022年)
- "The Fire Within" (2022年)
- "Wireless" (2023年) [8]
- "Ritual"（2023年）[9]

### ライブ・ビデオ
- Mother Earth Tour (2003年)
- The Silent Force Tour (2005年)
- Let Us Burn – Elements & Hydra Live in Concert (2014年)[10]

## 日本公演
- 2006年 10月15日 LOUD PARK 06 幕張メッセ
- 2007年 7月3日 大阪 BIG CAT  7月4日 東京 SHIBUYA-AX
- 2014年 10月19日 LOUD PARK 14 さいたまスーパーアリーナ[11]

## 受賞歴
オランダ
- 3FM賞 (2006年、2007年、2009年)
- Buma Cultuur賞 (2003年-2006年、2011年、2016年)
- エジソン賞 (2003年、2005年)
- オランダTMFアワード (2002年、2007年)

ドイツ
- メタルハマー賞 (2014年)

ベルギー
- ベルギーTMFアワード (2002年、2005年、2007年)

IFPI
- ワールド・ミュージック・アワード (2005年、2007年)

欧州
- MTVヨーロッパ音楽賞 (2007年)

米国
- Loudwireミュージックアワード (2011年、2014年)
- リボルバー ゴールデンゴッド (2005年)